# Alois Hajn
Alois Hajn (31. května 1870, Solnice – 8. ledna 1953, Praha) byl český novinář, publicista, překladatel a politik; bratr novináře, politika a nakladatele Antonína Hajna (1868–1949).

## Život
Vystudoval gymnázium v Rychnově nad Kněžnou. Studoval filozofii na české univerzitě v Praze (žák T. G. Masaryka) a na univerzitě ve Vídni, studia však nedokončil. Byl jedním z vůdců pokrokářského hnutí. V roce 1896 vystoupil z katolické církve. V období 1894–97 vydával časopisy Lid a Ruch, 1897–1914 a 1919–1920 časopis Osvěta lidu (střídavě v Pardubicích a v Hradci Králové). V letech 1897–1903 byl členem vedení radikálně pokrokové strany, ale roku 1903 se s ní pro svůj kritický postoj k nacionalismu a důraz na sociální otázku rozešel. V letech 1903–1905 byl předsedou Občanského klubu pro Pardubicko a Chrudimsko, který v roce 1905 převedl do Masarykovy realistické strany.
Za první světové války organizoval domácí odboj ve východních Čechách (vedl východočeskou pobočku Maffie). Po likvidaci realistické strany vstoupil v roce 1919 do sociálně demokratické strany, jejímž členem zůstal až do roku 1948. Od roku 1921 do penzionování v roce 1938 měl na starosti tiskovou službu ministerstva zahraničních věcí a redigoval revui Zahraniční politika.

## Dílo
Je autorem několika publikací: Proces s tzv. Omladinou (1894), České strany politické (1921), Novomalthusianism (1921), Odluka církve od státu (1925) aj. V knize Život novinářův (1930) uveřejnil vzpomínky na Solnici a gymnazijní studia v Rychnově nad Kněžnou.